# Coppa del Mondo di rugby femminile 2006
La Coppa del Mondo di rugby femminile 2006 (in inglese 2006 Women’s Rugby World Cup) fu la 5ª edizione della Coppa del mondo di rugby a 15 femminile per squadre nazionali.
Organizzata dall’International Rugby Board, si tenne in Canada tra 12 partecipanti dal 31 agosto al 17 settembre 2006 e si svolse nell’area urbana di Edmonton, nella provincia dell’Alberta, su tre impianti.
La finale ebbe luogo allo Stadio del Commonwealth, struttura di circa 60000 posti costruita per ospitare nel 1978 gli undicesimi giochi del Commonwealth.
Si trattò della prima edizione della competizione organizzata in Nordamerica e, più in generale, fuori dall’Europa.
La vittoria arrise alla Nuova Zelanda, al suo terzo titolo consecutivo, che in finale batté l’Inghilterra 25-17: fu la seconda di tre finali a seguire che videro di fronte le due compagini lungo tutto il primo decennio del XXI secolo.
Al Paese della federazione ospitante, altresì, appartengono sia la miglior marcatrice di mete che di punti del torneo, la multiatleta canadese Heather Moyse, le cui 7 mete, corrispondenti a 35 punti, le valsero il primato in entrambe le graduatorie.

## Storia
Anche l’edizione 2006 della Coppa non ebbe una vera e propria procedura di qualificazione: nei fatti, l’unica prova di ammissione legata a un risultato sul campo fu un quadrangolare a eliminazione diretta tenutosi a dicembre 2005 tra Giappone, Thailandia, Hong Kong e Kazakistan, vinto da quest’ultimo, per determinare la compagine asiatica che avrebbe preso parte al torneo; il resto delle designazioni, sostanzialmente inviti, si basarono sui risultati del quadriennio precedente e delle posizioni alla Coppa del 2002.
Paesi come l’Italia, che non partecipava all’epoca a tornei di punta come il Sei Nazioni, o il Galles, che ebbe scarsi risultati nei test match e nel citato Sei Nazioni, rimasero fuori dagli inviti.
La formula costituì un elemento di novità perché, pur essendo le 12 concorrenti ripartite in 4 gruppi da 3 squadre, ogni squadra di ciascuno di essi disputò 3 incontri in prima fase contro le altre 3 di un girone differente come si fosse trattato di un raggruppamento a 4; il fatto poi che la classifica combinata dopo la prima fase tenesse conto solo dei punti realizzati e non della posizione nel proprio girone di appartenenza, comportò alcune singolarità come per esempio il fatto che la Spagna, seconda nel proprio girone, finì tra le ultime quattro della classifica generale a lottare per il nono posto finale in quanto aveva realizzato meno punti dell’Irlanda ultima del proprio gruppo; o ancora gli Stati Uniti e l’Australia, incontratesi nell’ultimo incontro del primo turno, si ritrovarono accoppiate nella fase a eliminazione diretta per il quinto posto finale e quindi disputarono due partite consecutive tra di esse.
Come quattro anni prima, a disputarsi i primi quattro posti al vertice furono le due finaliste Nuova Zelanda e Inghilterra e le due semifinaliste sconfitte Canada e Francia, e analogo fu l’esito nel 2006: l’Inghilterra conquistò la finale battendo le canadesi per 20-14, punteggio che testimoniò i progressi della squadra nordamericana dopo la finale per il terzo posto persa per 15-81 nel 1998 e il rovescio per 10-53 nella semifinale del 2002, entrambe a opera della squadra britannica; la Nuova Zelanda batté la Francia 40-10 nell’altra semifinale e quindi, per la seconda edizione consecutiva, le Red Roses e le Black Ferns si trovarono di fronte nella gara decisiva per il titolo.
L’incontro fu relativamente equilibrato: dopo circa mezz’ora di gioco la situazione era ferma sul 3 pari (Andrew per le inglesi e Jensen per le neozelandesi, entrambe al piede); due mete tra la fine del primo e l’inizio del secondo tempo portarono le atlete in maglia nera avanti di dodici punti sul 15-3, ma una tecnica trasformata riportò le inglesi sotto di 5 punti con ancora mezz’ora da giocare.
Il punteggio non si mosse più fino a 10 minuti dalla fine quando Heighway marcò la meta che portava la sua squadra avanti di dieci punti: ancora una marcatura inglese di Clayton a quattro minuti dalla fine, trasformata da Andrew, portò le sue compagne sotto di tre punti 17-20, e solo allo scadere Marsh diede alla Nuova Zelanda i cinque punti della certezza del titolo per il definitivo 25-17.
Per le Black Ferns si trattò della terza finale consecutiva vinta, e la quarta assoluta disputata in cinque edizioni; anche per l’Inghilterra fu la quarta finale assoluta, di cui una sola vinta.
Lo stesso incontro decisivo per il titolo si ripropose anche quattro anni più tardi nell’edizione inglese del 2010.

## Impianti
| Città        | Impianto                | Capacità | Incontri |
| ------------ | ----------------------- | -------- | -------- |
| Edmonton     | Stadio del Commonwealth | 60 081   | 3        |
| Edmonton     | Ellerslie Rugby Park    |          | 15       |
| Saint Albert | St. Albert Rugby Park   |          | 12       |

## Squadre partecipanti
| Africa      | Americhe               | Asia         | Europa                                              | Oceania                             |
| ----------- | ---------------------- | ------------ | --------------------------------------------------- | ----------------------------------- |
| - Sudafrica | - Canada - Stati Uniti | - Kazakistan | - Francia - Inghilterra - Irlanda - Scozia - Spagna | - Australia - Samoa - Nuova Zelanda |

## Formula

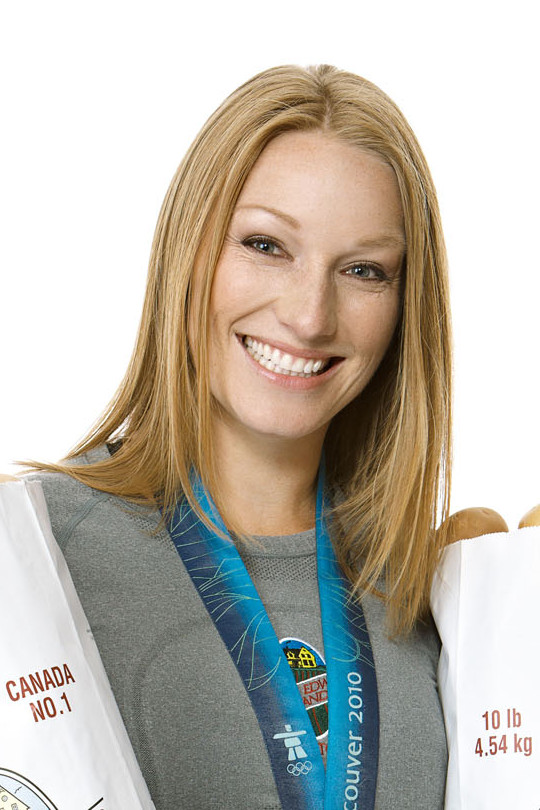
Heather Moyse, primatista di punti e mete della competizione

Le 12 squadre furono divise in 4 gironi da 3 squadre ciascuno, nominati nell’ordine da A a D.
Le assegnazioni ai gironi furono decise da un seeding determinato da:
- risultati ottenuti nella Coppa del Mondo di rugby femminile 2002;
- risultati ottenuti nelle ultime competizioni internazionali;
- risultati ottenuti nei test match tra il 2002 e il 2005[4];

Ogni girone si compose di una squadra tra le quattro migliori del seeding, una tra quelle tra il quinto e l’ottavo posto, e una delle peggiori 4.
Rispetto ad altre edizioni della competizione, fu adottato un sistema alternativo di disputa della fase a gironi: ogni squadra del girone A dovette affrontare tutte quelle del girone D e analogamente avvenne per ogni squadra del girone B, che affrontò tutte quelle del girone C; la classifica cumulativa, che non tenne conto della posizione della squadra nel proprio girone, costituì il seeding per la fase a play-off e fu stilata solo in base ai punti conseguiti per ogni partita (4 per la vittoria, 2 per il pareggio, 0 per la sconfitta, un eventuale punto per la sconfitta con sette o meno punti di scarto, un altro eventuale punto per la marcatura di almeno 4 mete in un singolo incontro) e, come discriminante a parità di punteggio in graduatoria, nell’ordine:
1. maggior differenza punti marcati / subìti;
2. maggior differenza mete marcate / subìte;
3. maggior numero di punti marcati;
4. maggior numero di mete marcate;
5. sorteggio.

Le squadre delle prime 4 posizioni del così determinato seeding accedettero alle semifinali per il titolo mondiale; quelle nelle posizioni tra 5 e 8 alle semifinali per il quinto posto (Plate); alle ultime 4 fu riservata la semifinale di assegnazione del nono posto (Bowl).
Per ciascuna semifinale, quella che riguardava la squadra con il seeding più alta di ogni gruppo la vedeva impegnata con quella dal seeding più basso.
Oltre alla finale per il titolo, furono previste finali di assegnazione del terzo, quinto, settimo, nono e undicesimo posto.

## Gironi
| Girone A                              | Girone B                            | Girone C                            | Girone D                  |
| ------------------------------------- | ----------------------------------- | ----------------------------------- | ------------------------- |
| - Kazakistan - Nuova Zelanda - Spagna | - Australia - Inghilterra - Irlanda | - Francia - Stati Uniti - Sudafrica | - Canada - Samoa - Scozia |

## Fase a gironi

### 1ª giornata
| Arbitro: | Rachel Boyland |

|  |    |                                                      |
|  | mt | 21’ Frickleton 24’ Millard 41’ Shepherd 80’ Chalmers |
|  | tr | 24’, 41’ Chalmers                                    |

| Arbitro: | George Ayoub |

| |    |              |
| Richardson 2’, 25’, 53’ Mortimer 7’ Ruscoe 19’, 58’ Maliukaetau 48’ Marsh 66’ Fa’amausili 74’ Manuel 77’ | mt | 35’ Suguwara |
| Jensen 19’, 25’, 48’, 53’ Ruscoe 58’ Myers 66’, 74’, 77’                                                 | tr | 35’ McCallum |

| Arbitro: | Clare Daniels |

|             |      |                              |
| Amosova 62’ | mt   | 23’ Beets 41’, 69’ Sao Taliu |
|             | tr   | 69’ Milo                     |
|             | c.p. | 17’ Milo                     |

| Arbitro: | Nicky Inwood |

|                                                                       |      |                            |
| McGann 7’, 21’ Sims 12’, 39’, 54’, 79’ Brown 16’, 43’, 64’ Porter 76’ | mt   | 26’ Noxeke 69’ M. Williams |
| McGann 7’, 12’, 39’ Donnelly 64’, 76’, 79’                            | tr   | 69’ Nel                    |
| McGann 48’ Donnelly 58’                                               | c.p. |                            |

| Arbitro: | Jenny Bental |

|  |    |                                                                         |
|  | mt | Devillers 3’, 32’, 79’ Sartini 12’ Devroute 57’ Le Duff 68’ Plantet 77’ |
|  | tr | Sartini 3’, 57’ Le Duff 68’, 79’                                        |

| Arbitro: | Lyndon Bray |

|                      |      |  |
| Oliver 60’ Clark 79’ | mt   |  |
| Rae 60’              | tr   |  |
| Rae 50’, 67’         | c.p. |  |

### 2ª giornata
| Arbitro: | Malcolm Changleng |

|                                                                                     |    |  |
| Marsh 12’, 17’, 37’ Blackledge 15’ Martin 32’ Makata 60’ Ruscoe 65’ A. Richards 79’ | mt |  |
| Myers 12’, 37’ Jensen 60’, 65’, 79’                                                 | tr |  |

| Arbitro: | Christine Hanizet |

|                 |      |                                    |
| McAlister 53’   | mt   | 3’, 79’ Knight 13’ Carter 42’ Baja |
|                 | tr   | 3’, 13’ Baja                       |
| Davitt 35’, 73’ | c.p. |                                    |

| Arbitro: | Kerstin Ljungdahl |

|                                          |      |                                                       |
| Amosova 20’ Duzelbaeva 64’ Jakovleva 73’ | mt   | 33’ Ovenden 42’ Petlevannaya 58’ Millard 80’ Shepherd |
| Kalen 64’                                | tr   | 33’, 42’, 80’ Chalmers                                |
|                                          | c.p. | 16’, 24’ Chalmers                                     |

| Arbitro: | Sarah Corrigan |

| |      |             |
| Crawford 4’, 20’ Day 35’, 42’, 55’, 68’ Rae 39’ Clark 49’ Burford 61’ Rudge 70’ Yapp 73’ Barras 79’ | mt   | 62’ Khumalo |
| Rae 4’, 20’, 35’, 49’, 68’, 70’, 79’                                                                | tr   |             |
| | c.p. | 52’ Nel     |

| Arbitro: | Joyce Henry |

|               |      |                                            |
| K. Wilson 65’ | mt   | 6’, 39’ Devillers 15’ Plantet 62’ Boukerma |
| McGann 65’    | tr   | 6’, 62’ Sartini                            |
| McGann 57’    | c.p. |                                            |

| Arbitro: | Simon McDowell |

|  |    | |
|  | mt | 1’, 8’, 50’, 65’, 72’ Gallo 15’ Foster 28’ Murray 37’ Eldridge 41’, 43’ Moyse 47’, 76’ Heemskerk 74’ Florence |
|  | tr | 28’, 37’, 41’, 43’, 47’ McCallum 72’, 74’ Suguwara                                                            |

### 3ª giornata
| Arbitro: | Clare Daniels |

|                                                               |      |  |
| Neville 8’ Rosser 19’ Coghlan 26’ Feighery 39’, 58’ Kelly 74’ | mt   |  |
| Davitt 8’ J. O’Sullivan 74’                                   | tr   |  |
| Davitt 2’                                                     | c.p. |  |

| Arbitro: | Joyce Henry |

|                                |    |                    |
| B. García 60’ I. Rodríguez 76’ | mt | 55’, 70’ Sao Taliu |
| Etxegibel 60’, 76’             | tr | 55’ Milo           |

| Arbitro: | Lyndon Bray |

|                 |      |                        |
|                 | mt   | 10’ Crouse 34’ Kosanke |
| McGann 15’, 19’ | c.p. |                        |

| Arbitro: | Kristina Mellor |

|              |    |                                                         |
| Balašova 80’ | mt | 1’, 3’, 31’, 70’ Moyse 9’ Murray 15’ Burns 67’ Suguwara |
|              | tr | 1’, 9’, 15’, 67’, 70’ McCallum                          |

| Arbitro: | Debbie Innes |

|                                         |      |  |
| Codling 56’ Blackledge 58’ Mortimer 62’ | mt   |  |
| Myers 3’, 24’                           | c.p. |  |

| Arbitro: | George Ayoub |

|                               |      |             |
| Waterman 8’, 34’ Day 44’, 50’ | mt   | 71’ Horta   |
| Andrew 44’, 50’               | tr   |             |
| Andrew 15’                    | c.p. | 80’ Sartini |

#### Classifica girone A
|   | Classifica    | G | V | N | P | PF  | PS  | P±   | BP | PT |
| - | ------------- | - | - | - | - | --- | --- | ---- | -- | -- |
| 1 | Nuova Zelanda | 3 | 3 | 0 | 0 | 137 | 7   | +130 | 2  | 14 |
| 2 | Spagna        | 3 | 1 | 0 | 2 | 14  | 115 | -101 | 0  | 4  |
| 3 | Kazakistan    | 3 | 0 | 0 | 3 | 27  | 97  | -70  | 0  | 0  |

#### Classifica girone C
|   | Classifica  | G | V | N | P | PF | PS  | P±   | BP | PT |
| - | ----------- | - | - | - | - | -- | --- | ---- | -- | -- |
| 1 | Francia     | 3 | 2 | 0 | 1 | 75 | 37  | +38  | 2  | 10 |
| 2 | Stati Uniti | 3 | 2 | 0 | 1 | 34 | 35  | -1   | 1  | 9  |
| 3 | Sudafrica   | 3 | 0 | 0 | 3 | 20 | 179 | -159 | 0  | 0  |

#### Classifica girone B
|   | Classifica  | G | V | N | P | PF  | PS | P±   | BP | PT |
| - | ----------- | - | - | - | - | --- | -- | ---- | -- | -- |
| 1 | Inghilterra | 3 | 3 | 0 | 0 | 119 | 16 | +113 | 2  | 14 |
| 2 | Australia   | 3 | 1 | 0 | 2 | 84  | 46 | +38  | 2  | 6  |
| 3 | Irlanda     | 3 | 1 | 0 | 2 | 48  | 67 | -19  | 1  | 5  |

#### Classifica girone D
|   | Classifica | G | V | N | P | PF  | PS | P±  | BP | PT |
| - | ---------- | - | - | - | - | --- | -- | --- | -- | -- |
| 1 | Canada     | 3 | 2 | 0 | 1 | 131 | 71 | +60 | 2  | 10 |
| 2 | Scozia     | 3 | 2 | 0 | 1 | 56  | 38 | +18 | 2  | 10 |
| 3 | Samoa      | 3 | 1 | 0 | 2 | 32  | 69 | -37 | 1  | 5  |

### Classifica combinata eseeding
|    |   | Classifica    | G | V | N | P | PF  | PS  | P±   | BP | PT |
| -- | - | ------------- | - | - | - | - | --- | --- | ---- | -- | -- |
| 1  | A | Nuova Zelanda | 3 | 3 | 0 | 0 | 137 | 7   | +130 | 2  | 14 |
| 2  | B | Inghilterra   | 3 | 3 | 0 | 0 | 119 | 16  | +113 | 2  | 14 |
| 3  | D | Canada        | 3 | 2 | 0 | 1 | 131 | 71  | +60  | 2  | 10 |
| 4  | C | Francia       | 3 | 2 | 0 | 1 | 75  | 37  | +38  | 2  | 10 |
| 5  | D | Scozia        | 3 | 2 | 0 | 1 | 56  | 38  | +18  | 2  | 10 |
| 6  | C | Stati Uniti   | 3 | 2 | 0 | 1 | 34  | 35  | -1   | 1  | 9  |
| 7  | B | Australia     | 3 | 1 | 0 | 2 | 84  | 46  | +38  | 2  | 6  |
| 8  | B | Irlanda       | 3 | 1 | 0 | 2 | 48  | 67  | -19  | 1  | 5  |
| 9  | D | Samoa         | 3 | 1 | 0 | 2 | 32  | 69  | -37  | 1  | 5  |
| 10 | A | Spagna        | 3 | 1 | 0 | 2 | 14  | 115 | -101 | 0  | 4  |
| 11 | A | Kazakistan    | 3 | 0 | 0 | 3 | 27  | 97  | -70  | 0  | 0  |
| 12 | C | Sudafrica     | 3 | 0 | 0 | 3 | 20  | 179 | -159 | 0  | 0  |

## Fase aplay-off

### Play-offper il 9º posto
|  | Semifinali | Semifinali | Semifinali |        |       | Finale 9º posto  | Finale 9º posto  | Finale 9º posto  |  |
|  |            |            |            |        |       |                  |                  |                  |  |
|  | Samoa      | Samoa      | 43         |        |       |                  |                  |                  |  |
|  | Samoa      | Samoa      | 43         |        |       |                  |                  |                  |  |
|  | Sudafrica  | Sudafrica  | 10         |        |       |                  |                  |                  |  |
|  | Sudafrica  | Sudafrica  | 10         |        | Samoa | Samoa            | 5                |                  |  |
|  |            |            |            |        | Samoa | Samoa            | 5                |                  |  |
|  |            |            | Spagna     | Spagna | 10    |                  |                  |                  |  |
|  | Spagna     | Spagna     | Spagna     | Spagna | 10    | 17               |                  |                  |  |
|  | Spagna     | Spagna     |            |        |       | 17               |                  |                  |  |
|  | Kazakistan | Kazakistan | 12         |        |       | Finale 11º posto | Finale 11º posto | Finale 11º posto |  |
|  | Kazakistan | Kazakistan | 12         |        |       |                  |                  |                  |  |
|  |            |            |            |        |       |                  |                  |                  |  |
|  |            |            |            |        |       | Sudafrica        | Sudafrica        | 0                |  |
|  |            |            |            |        |       | Sudafrica        | Sudafrica        | 0                |  |
|  |            |            |            |        |       | Kazakistan       | Kazakistan       | 36               |  |

#### Semifinali
| Arbitro: | Lyndon Bray |

|                                                                                |    |                          |
| Kerrigan 7’, 30’ Papalii 22’ Saolele 34’ Mulitalo 65’ Fagalilo 74’ Leavasa 77’ | mt | 45’ Erasmus 71’ Tsotsobe |
| Sao Taliu 22’, 34’, 74’, 77’                                                   | tr |                          |

| Arbitro: | Kim Smit |

|                               |      |                            |
| De Swert 28’ I. Rodríguez 77’ | mt   | 44’ Žernovnikova 59’ Rudoj |
| Etxegibel 28’, 77’            | tr   | 59’ Kalen                  |
| Etxegibel 13’                 | c.p. |                            |

#### Finale per l’11º posto
| Arbitro: | Dana Teagarden |

|  |    |                                                                                     |
|  | mt | 3’ Rudoj 6’ Mustafina 16’ Chamova 36’ Karatygina 80+8’ Čuprikova 80+29’ Klyučnikova |
|  | tr | 4’, 6’, 80+8’ Radzevil                                                              |

#### Finale per il 9º posto
| Arbitro: | Jenny Bental |

|               |      |                 |
| Sao Taliu 15’ | mt   | 2’ I. Rodríguez |
|               | tr   | 2’ Etxegibel    |
|               | c.p. | 34’ Roca        |

### Play-offper il 5º posto
|  | Semifinali  | Semifinali  | Semifinali  |             |        | Finale 5º posto | Finale 5º posto | Finale 5º posto |  |
|  |             |             |             |             |        |                 |                 |                 |  |
|  | Scozia      | Scozia      | 11          |             |        |                 |                 |                 |  |
|  | Scozia      | Scozia      | 11          |             |        |                 |                 |                 |  |
|  | Irlanda     | Irlanda     | 10          |             |        |                 |                 |                 |  |
|  | Irlanda     | Irlanda     | 10          |             | Scozia | Scozia          | 0               |                 |  |
|  |             |             |             |             | Scozia | Scozia          | 0               |                 |  |
|  |             |             | Stati Uniti | Stati Uniti | 24     |                 |                 |                 |  |
|  | Stati Uniti | Stati Uniti | Stati Uniti | Stati Uniti | 24     | 29              |                 |                 |  |
|  | Stati Uniti | Stati Uniti |             |             |        | 29              |                 |                 |  |
|  | Australia   | Australia   | 12          |             |        | Finale 7º posto | Finale 7º posto | Finale 7º posto |  |
|  | Australia   | Australia   | 12          |             |        |                 |                 |                 |  |
|  |             |             |             |             |        |                 |                 |                 |  |
|  |             |             |             |             |        | Irlanda         | Irlanda         | 14              |  |
|  |             |             |             |             |        | Irlanda         | Irlanda         | 14              |  |
|  |             |             |             |             |        | Australia       | Australia       | 18              |  |

#### Semifinali
| Arbitro: | Simon McDowell |

|                                        |    |                          |
| Nesberg 2’, 37’ Karvoski 48’, 58’, 61’ | mt | 66’ T. Brown 73’ Worsley |
| Kosanke 58’, 61’                       | tr | 66’ A. Thomas            |

| Arbitro: | Nicky Inwood |

|              |      |                        |
| Ovenden 18’  | mt   | 72’ Healy 77’ Feighery |
| Chalmers 68’ | c.p. |                        |
| Chalmers 74’ | drop |                        |

#### Finale per il 7º posto
| Arbitro: | Malcolm Changleng |

|                         |      |                          |
| Lonergan 52’ Rosser 77’ | mt   | 32’ T. Brown 68’ Worsley |
| Davitt 52’, 77’         | tr   | 32’ A. Thomas            |
|                         | c.p. | 11’, 62’ A. Thomas       |

#### Finale per il 5º posto
| Arbitro: | Clare Daniels |

|  |      |                                   |
|  | mt   | 2’ Kosanke 20’ Aerts 79’ Karvoski |
|  | tr   | 2’, 20’, 79’} Kosanke             |
|  | c.p. | 39’} Kosanke                      |

### Play-offper il titolo
|  | Semifinali    | Semifinali    | Semifinali  |             |               | Finale 3º posto | Finale 3º posto | Finale 3º posto |  |
|  |               |               |             |             |               |                 |                 |                 |  |
|  | Nuova Zelanda | Nuova Zelanda | 40          |             |               |                 |                 |                 |  |
|  | Nuova Zelanda | Nuova Zelanda | 40          |             |               |                 |                 |                 |  |
|  | Francia       | Francia       | 10          |             |               |                 |                 |                 |  |
|  | Francia       | Francia       | 10          |             | Nuova Zelanda | Nuova Zelanda   | 25              |                 |  |
|  |               |               |             |             | Nuova Zelanda | Nuova Zelanda   | 25              |                 |  |
|  |               |               | Inghilterra | Inghilterra | 17            |                 |                 |                 |  |
|  | Inghilterra   | Inghilterra   | Inghilterra | Inghilterra | 17            | 20              |                 |                 |  |
|  | Inghilterra   | Inghilterra   |             |             |               | 20              |                 |                 |  |
|  | Canada        | Canada        | 14          |             |               | Finale          | Finale          | Finale          |  |
|  | Canada        | Canada        | 14          |             |               |                 |                 |                 |  |
|  |               |               |             |             |               |                 |                 |                 |  |
|  |               |               |             |             |               | Francia         | Francia         | 17              |  |
|  |               |               |             |             |               | Francia         | Francia         | 17              |  |
|  |               |               |             |             |               | Canada          | Canada          | 8               |  |

#### Semifinali
| Arbitro: | Malcolm Changleng |

|                                                                  |      |                         |
| Marsh 1’ Martin 10’, 34’ Jensen 41’ A. Richards 55’ Heighway 79’ | mt   | 7’ Plantet 43’ Devroute |
| Jensen 10’, 55’                                                  | tr   |                         |
| Jensen 12’, 64’                                                  | c.p. |                         |

| Arbitro: | Sarah Corrigan |

|                            |      |                      |
| Barras 7’, 73’ Shaylor 42’ | mt   | 47’ Foster 76’ Moyse |
| Rae 73’                    | tr   | 47’, 76’ McCallum    |
| Andrew 11’                 | c.p. |                      |

#### Finale per il 3º posto
| Arbitro: | Sarah Corrigan |

|                           |      |              |
| Sartini 21’ Allainmat 71’ | mt   | 67’ Gallo    |
| Le Duff 21’, 71’          | tr   |              |
| Le Duff 55’               | c.p. | 58’ McCallum |

#### Finale
| Arbitro: | Simon McDowell |

| |              | |
| Codling 36’ Mortimer 41’ Heighway 70’ Marsh 79’ | mt           | 47’ tecnica 76’ Clayton |
| Jensen 36’ | tr           | 47’ Andrew 76’ Rae |
| Jensen 25’ | c.p.         | 3’ Andrew |
| · Marsh · 72’ Richardson · Manuel · Shelford-Edwards · Mortimer · A. Richards · Jensen · Maliukaetau · Palmer · Robertson · Codling · Heighway · Ruscoe · Martin · 58’ L. Itunu | Formazioni   | · Barras · Waterman · Day · Oliver 77’ · Shaylor · Andrew 67’ · Yapp · Clark · Garnett 72’ · Gray 63’ · Sutton · Lyne 61’ · Stevens · Alphonsi · Spencer 72’ |
| · 58’ Willoughby · 72’ Myers | Sostituzioni | · Taylor 61’ · Huxford 63’ · Rae 67’ · Rudge 72’ · Clayton 72’ · Turner 77’                                                                                  |
| Jed Rowlands | Allenatori   | Geoff Richards |

## Classifica finale
|    | Squadra       |
| -- | ------------- |
|    | Nuova Zelanda |
|    | Inghilterra   |
|    | Francia       |
| 4  | Canada        |
| 5  | Stati Uniti   |
| 6  | Scozia        |
| 7  | Australia     |
| 8  | Irlanda       |
| 9  | Spagna        |
| 10 | Samoa         |
| 11 | Kazakistan    |
| 12 | Sudafrica     |